# 北川まみ
北川 まみ（きたがわ まみ、1985年3月23日- ）は、日本のフリーアナウンサーである。セイプロダクション所属。

## 人物
奈良県生駒市出身。大阪桐蔭高等学校、同志社大学文学部英文科卒業。関西を中心に、ラジオアナウンサー、ニュースキャスター、イベントMC、ナレーターとして活動している。
趣味はクラシック音楽鑑賞、ミュージカル鑑賞、海外旅行、ゲーム、シュノーケリング、料理、読書、メイク、ネイルアート、カラオケ、登山、野球。特技はピアノ、フルート、英会話。

## 出演
☆印は現在出演中。
- ゆうドキッ!（奈良テレビ放送） 金曜日「いきいきまちだより」☆
- HEADLINE NEWS／WEATHER INFORMATION（FM802／FM COCOLO・報道センター）☆
- 土曜!藤崎ぷ〜ケット（KBS京都） リポーター
- ゲツ→キン（eo光チャンネル） 火曜日☆
- おうみ!かわら版（ZTV彦根放送局） リポーター
- eo光ニュースK（eo光チャンネル）